# Marin Lalić
Marin Lalić (Bjelovar, 30. studenog 1969.) bivši hrvatski nogometaš.
Rođen je u Bjelovaru 30. studenog 1969. godine. Potječe iz Patkovca kraj Bjelovara.
Nogometne korake započeo je u Patkovcu. Kao junior igrao je za obližnje niželigaške klubove NK Slavija Severin i NK Trnski Nova Rača. Dok je bio junior, slovio je kao vrhunski talent, koji je krajem 80-ih bio na meti tadašnje velike četvorke (Dinamo, Hajduk, Crvena zvezda, Partizan), a izabrao je Poljud. U Hajduk je došao s 13 godina i ondje proveo devet godina. Prošao je sve selekcije, od pionira do seniora. Za seniore je upisao 17 nastupa, da bi nakon toga otišao u prvu portugalsku ligu. U Hajduku je igrao među ostalima s Alenom Bokšićem, koji se za njega izjavio: "Ma ja nikada nisam bio među najboljima u svojoj generaciji, uvijek bih bio negdje četvrti-peti po kvaliteti. Tu je bio Marin Lalić, vjerojatno tada najbolji junior na svijetu! Ma on je u juniorskim danima za nas bio ono što je sada Messi!" Joško Jeličić bio je jednako opčinjen njegovim talentom, pa ga je nazvao "Peléom". S Hajdukom je osvojio dva kupa Jugoslavije u sezonama 1986.-1987. i 1990.-1991. te Juniorsko prvenstvo Jugoslavije u sezoni 1984./85. S 18 godina nosio je broj 10 na leđima jugoslavenske omladinske selekcije i bio njezin ponajbolji igrač. Zajedno s Alenom Bokšićem, koji je na leđima nosio broj 11.
U prvoj portugalskoj ligi igrao ja za S.C. Salgueiros, koji je tada bio na vrhuncu svojih uspjeha te za F.C. Paços de Ferreira. 
Kasnije je ipak napravio dobru karijeru igrajući u HNL-u u Zagrebu, Hrvatskom dragovoljcu, Mladosti 127, te zaprešićkom Interu. Raskošni talent vidio se u svakom potezu, bio je najbolji igrač gdje je god igrao, ali najavljivanu svjetsku karijeru nije napravio. Bio je najbolji strijelac Hrvatskog dragovoljca u sezonama 2000./01. i 2001./02.
Nakon igračke karijere, bio je pomoćni trener u HNK Suhopolju i NK Zelini te glavni trener u NK Trnski Nova Rača i NK Bjelovar.